# Perseis
Perseis o Perseide (Περσηίς, Perséis) era, en la mitología griega, una «ilustre» oceánide, por lo tanto hija de Océano y Tetis. En los textos más antiguos fue la esposa del dios Helios, del que tuvo a Circe, hechicera soberana de la isla de Eea, y a Eetes, rey de la Cólquide.
Es una de las dos oceánides mencionadas explícitamente por Homero, junto con Eurínome, quien auxilió a Hefesto cuando fue arrojado desde el Olimpo. Al menos dos autores la denominan como Perse (Πέρση), en tanto que algunos autores latinos prefieren la forma Persea (Perseia).
Poetas posteriores también la imaginaron como madre, siempre con Helios, de Pasífae (la esposa de Minos), de Perses, y al menos en otros contextos también de Calipso y Aloeo.
Finalmente Perseis o Persea era también un epíteto o patronímico de la diosa griega Hécate, por ser hija del titán Perses.